# Spray temporaire

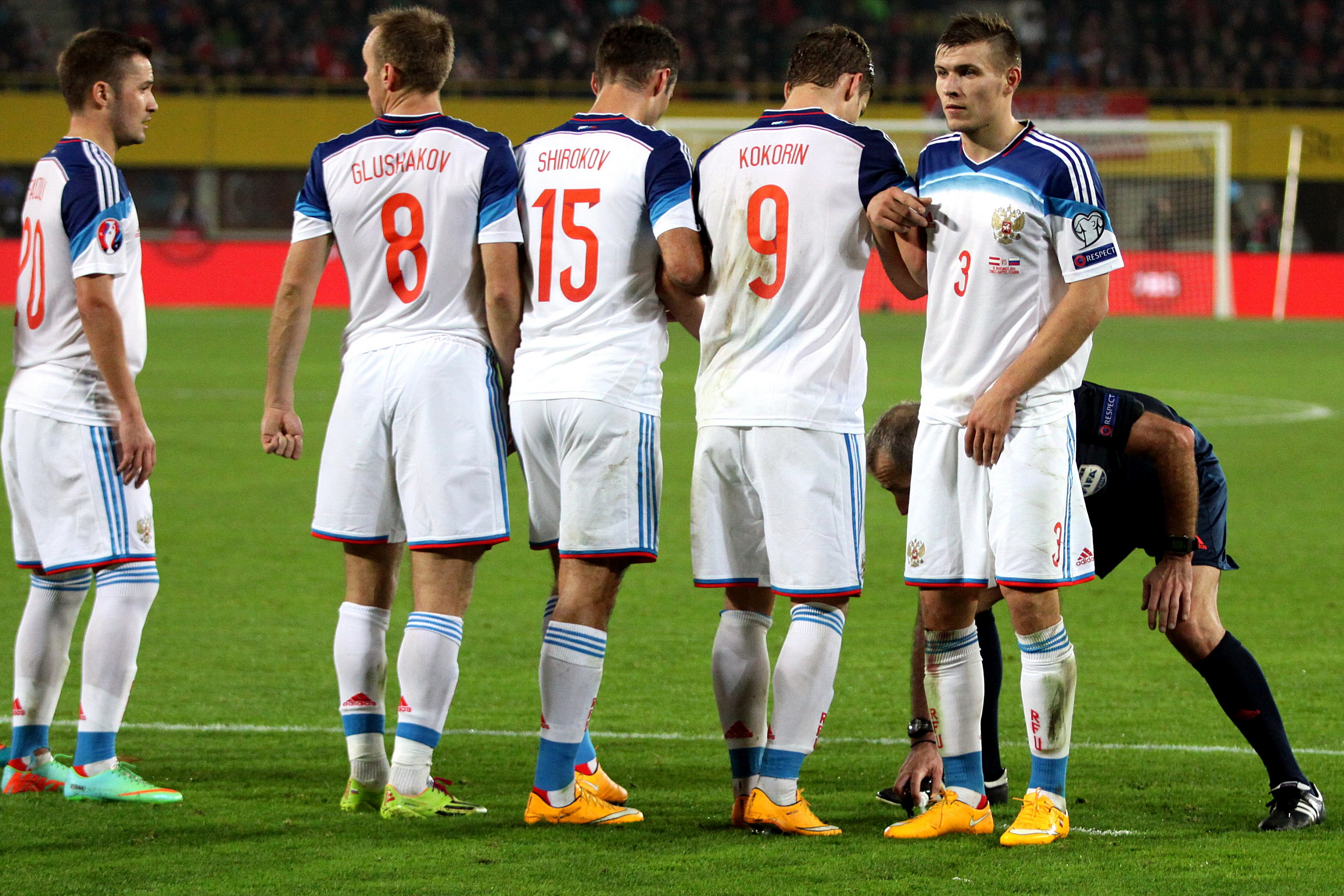
Un arbitre traçant une ligne blanche avec un spray.

Un spray temporaire est un dispositif mécanique de traçage au sol appliqué sur les terrains de sport et qui, en diffusant une mousse délébile, fournit une délimitation de distances. Cet outil est notamment utilisé au football par les arbitres qui matérialisent avec une ligne droite l’emplacement du mur lors d’un coup franc pour faire respecter les 9,15 mètres réglementaires, et un arc de cercle devant le tireur de coup franc pour l'empêcher de rapprocher le ballon de la cage de but.

## Technologie
Le produit que diffuse le spray est constitué d'eau (environ 77 %), de gaz butane (20 % ), d’agent tensioactif (1 %) et d’autres additifs (2 %) comme de l'huile végétale. L’expansion du butane entraîne la formation d'une mousse biodégradable qui se dissipe entre 30 secondes et deux minutes après l'application en raison des bulles de mousse qui éclatent, laissant sur le sol uniquement de l'eau et des résidus de tensioactif.

## Historique

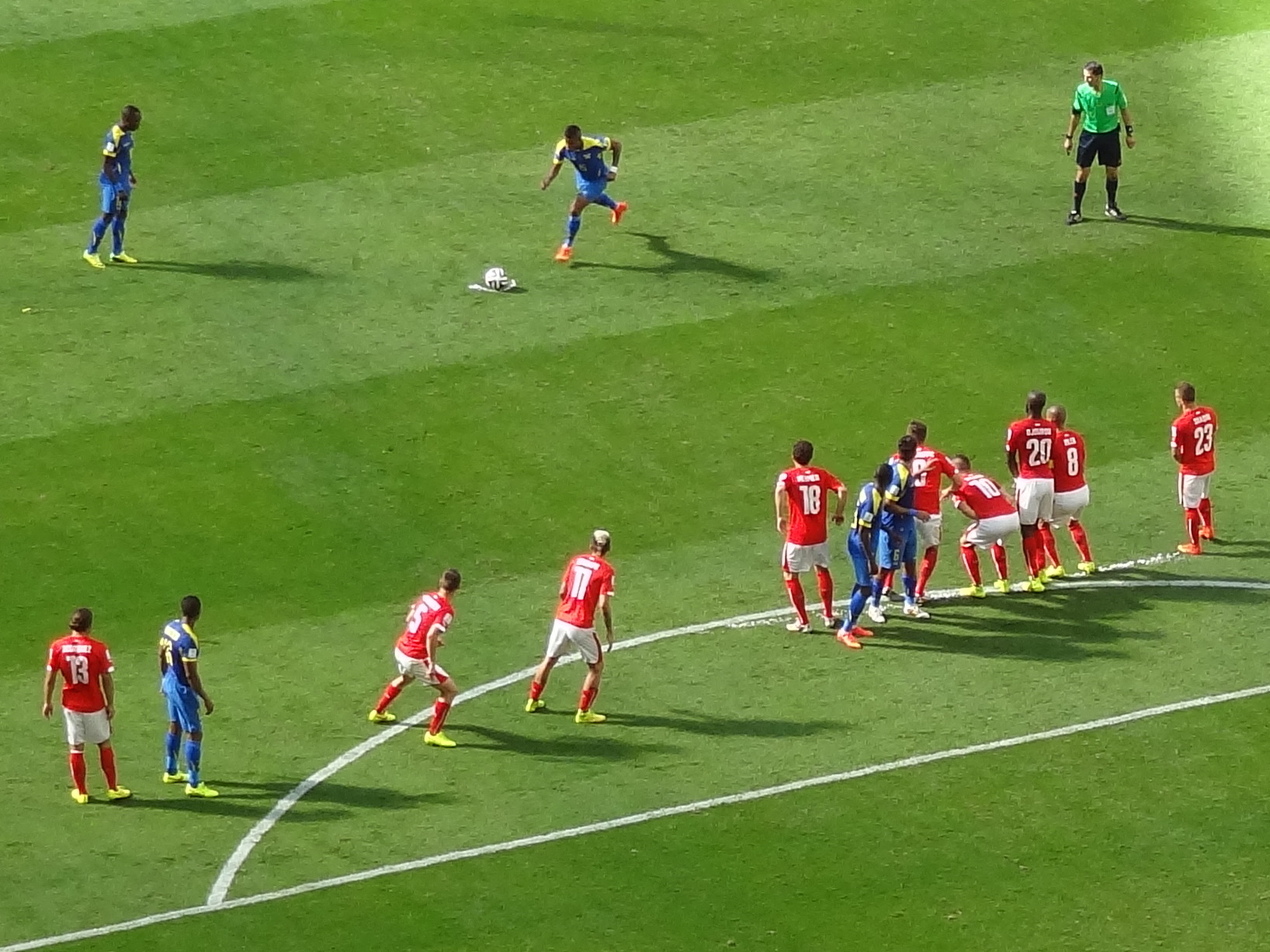
Match Suisse Équateur de la Coupe du monde de football de 2014.

Deux personnes revendiquent la paternité de cette invention.
 
Heine Allemagne, brésilien au chômage, en aurait eu l'idée en 2000 en voyant une fois de plus les joueurs du mur tricher en avançant lors du match éliminatoire pour le Mondial 2002, Brésil-Argentine. Après un premier test avec son tube de mousse à raser, il fait faire fabriquer le spray dans une entreprise de Palmeira spécialisée dans la mousse pour le carnaval.
 
Pablo Silva, journaliste argentin, participe en 2001 à un match amateur à Buenos Aires. Furieux d'avoir perdu la rencontre alors qu'il bénéficie en fin de match d'une occasion de but sur coup franc avorté en raison du mur trop avancé, l'idée du spray s'impose à lui à son retour à domicile.
Toujours est-il que les deux hommes s'associent pour créer en 2006 à Buenos Aires la société Fair Play 9.15 Limit qui fabrique le spray baptisé « aerosol 9.15 Fair Play » commercialisé depuis 2008 au prix de 4 euros la bombe.
Adopté par la Confédération sud-américaine de football en 2009 puis par la Confédération de football d'Amérique du Nord, d'Amérique centrale et des Caraïbes, l'International Football Association Board approuve le procédé en 2012 (chaque confédération, association membre ou ligue nationale étant libre de l’utiliser ou pas) et multiplie les tests dans les tournois FIFA en 2013 : Coupe du monde U-20, Coupe du monde U-17, Coupe du monde des clubs.
Le spray temporaire est popularisé lors de son utilisation à la Coupe du monde de football de 2014.

## Sources
- (en) Cet article est partiellement ou en totalité issu de l’article de Wikipédia en anglais intitulé « Vanishing spray » (voir la liste des auteurs).